# Credito Agrario Bresciano
Il Credito Agrario Bresciano (CAB) è stato un istituto di credito italiano con sede a Brescia.

## Storia
La Banca credito agrario bresciano fu fondata nel 1883 su iniziativa del possidente Francesco Berardi e del ragionier Alessandro Mantice, come banca rivolta ai possidenti agrari di simpatie liberali, mentre la Banca San Paolo di Brescia era di matrice cattolica.
Nel 1991 il CAB, come ormai era chiamato, acquisì la Banca Carnica e la Banca Zanone.
Nel 1993 rilevò la GAIC SIM.
Infine, nel 1998, la Banca si fuse con la Banca San Paolo di Brescia dando vita alla Banca Lombarda. L'anno successivo gli sportelli della Banca Lombarda furono trasferiti alla controllata Banco di Brescia, che nella circostanza divenne Banco di Brescia SanPaolo CAB.